# Francisco Xavier Caldeira
Francisco Xavier Caldeira (c. 1837 — São Francisco do Sul, 17 de maio de 1878) foi um advogado, militar e político brasileiro.
Foi capitão da 5ª Companhia do 5º Batalhão de Infantaria da Guarda Nacional de São Francisco do Sul (30 de junho de 1874).
Foi deputado à Assembleia Legislativa Provincial de Santa Catarina na 20ª legislatura (1874 — 1875).